# Strada provinciale 10 Bevilacqua
La strada provinciale 10 Bevilacqua è una strada provinciale italiana della città metropolitana di Bologna.

## Percorso
Procede verso nord da San Matteo della Decima, nel comune di San Giovanni in Persiceto, dove passa la ex SS 255. Attraversata la frazione contigua di Pieve di Decima e quella di Arginone, la SP 10 corre per un tratto sul confine tra la città metropolitana di Bologna e la provincia di Ferrara fino a Bevilacqua. Si conclude con l'innesto sul primo tronco della SP 9, all'interno del comune di Crevalcore.